# Müge Anlı

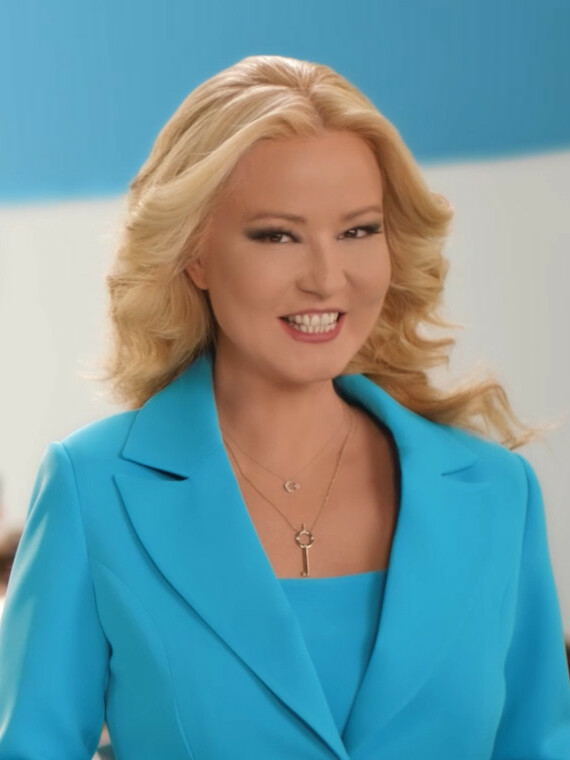
Müge Anlı, 2023

Müge Anlı Yüzbaşıoğlu (* 19. Dezember 1973 in Istanbul als Müge Anlı) ist eine türkische Fernsehmoderatorin und Journalistin.

## Karriere
Anlı wurde am 19. Dezember 1973 in Istanbul geboren. Sie studierte an der Marmara-Universität. Danach absolvierte Anlı die Kadir Has Üniversitesi. Nachdem sie das Nachrichtenmagazin Dobra Dobra moderiert hatte, startete sie auf ATV eine eigene Sendung
mit dem Namen Müge Anlı ile Tatlı Sert. In dem Programm treten Menschen auf, die ihre vermissten Angehörigen suchen, und es werden Themen wie ungelöste Morde und vermisste Opfer behandelt.

## Privates
Anlı ist albanischer Abstammung. Von 1999 bis 2008 war sie mit dem Journalisten Burhan Akdağ verheiratet. Zusammen haben sie eine Tochter. Juni 2022 heiratete Anlı den Polizisten Şinasi Yüzbaşıoğlu.

## Moderation

### Fortlaufend
- seit 2008: Tatlı Sert, ATV (Türkei)

### Ehemalig
- 2006–2008: Dobra Dobra, Kanal D
- 2010–2011: Mektubunuz Var, ATV
- 2019: Güven Bana, ATV

## Auszeichnungen
- 2016: Altın Kelebek Ödülleri als beste Fernsehmoderatorin
- 2018: Altın Kelebek Ödülleri als beste Fernsehmoderatorin[9]
- 2020: Altın Kelebek Ödülleri als beste Fernsehmoderatorin[10]
- 2021: Altın Kelebek Ödülleri als beste Fernsehmoderatorin
- 2022: Altın Kelebek Ödülleri als beste Fernsehmoderatorin
- 2023: Altın Kelebek Ödülleri als beste Fernsehmoderatorin